# Kickboxers - Vendetta personale
Kickboxers - Vendetta personale è un film del 1985 diretto da Corey Yuen, con Kurt McKinney e Jean-Claude Van Damme che recita nella parte dell'antagonista il suo primo ruolo di rilievo. La tomba del film è la vera tomba di Bruce Lee e si trova a Seattle nel Lake View Cemetery.
Il personaggio interpretato da Jean-Claude Van Damme, Ivan Kraschinsky, nei titoli di coda è accreditato come Karl Brezdin.

## Trama
Jason Stillwell (Kurt McKinney) è un giovane studente di karate che si allena nel dojo del padre (Timothy D. Baker) a Los Angeles, ed è un grande ammiratore di Bruce Lee. Una notte, dopo una sessione di allenamento, il dojo riceve una visita da parte di alcuni membri di un sindacato della criminalità organizzata. Dopo aver rifiutato di entrare a far parte dell'organizzazione, al padre di Jason viene rotta una gamba ad opera dell'artista marziale russo Ivan Kraschinsky (Jean-Claude Van Damme), un delinquente pagato dal boss.
La famiglia Stillwell si trasferisce a Seattle, il padre apre un bar, mentre Jason, ancora appassionato di arti marziali, incontra R.J. Madison (J.W. Fails) con il quale diventerà buon amico. Inoltre Kelly, la ragazza di Jason, va a trovarlo. Nonostante questo, Jason ha difficoltà ad ambientarsi ed è costantemente perseguitato dai bulli locali. Stanco delle percosse, incompreso dal padre (che per paura di vederlo ridotto come lui, gli ordina di smetterla con le arti marziali), Stillwell decide di far visita alla tomba di Bruce Lee, implorandolo di aiutarlo. Quella notte, il fantasma di Lee (Tai Chung Kim) appare a Jason ed inizia ad allenarlo. Sotto la sua guida, Jason, da combattente al di sotto della media diventa un artista marziale, al punto tale da potersi facilmente difendere da numerosi malviventi che tentano di assalire il padre in un parcheggio (curiosamente, lui non ha mai combattuto i bulli).
E quando i criminali che hanno azzopato il padre sfideranno la scuola di arti marziali locale, Jason potrà riprendersi la rivincita su Kraschinsky.

## Critica
Le opinioni degli spettatori sono divise riguardo al film. Alcuni sostengono che sia presente una pessima recitazione e che venga preso pesantemente in prestito il tema motivazionale "perdente o campione" da film come: Per vincere domani - The Karate Kid (1984) e Rocky (1976). Il film è considerato anche un cult, soprattutto tra gli appassionati di film di arti marziali o nostalgici fans. L'esperto di film di Hong Kong Bey Logan, dichiarò, nel commento audio di un altro film di Corey Yuen, (Ninja in the Dragon's Den), che Corey vide The Karate Kid e gli piacque molto il film, ma riteneva che le sequenze di lotta dovessero essere migliori. Al momento della realizzazione, Jean-Claude Van Damme era ancora un attore sconosciuto.

## Sequel
I sequel di Kickboxers - Vendetta personale non continuano la trama originale del film e la stessa cosa avviene per il cast originale della pellicola.
- Artigli di tigre - Il ritorno (No Retreat, No Surrender 2: Raging Thunder, 1987)
- Quando la vendetta ha 4 braccia! (No Retreat, No Surrender 3: Blood Brothers, 1990)